# Tapinoma williamsi
Tapinoma williamsi este o specie de furnică din genul Tapinoma.  Descrisă de William Morton Wheeler în 1935, specia este endemică pentru Malaezia și Filipine.